# Lago ghiacciato baltico

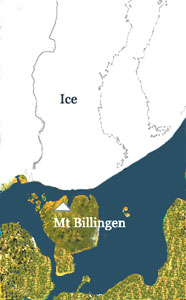
Il tardo lago ghiacciato baltico intorno ai 10.300 anni BP, con un canale vicino al monte Billingen attraverso ciò che è ora la Svezia centrale. (Confini politici aggiunti.)

Il lago ghiacciato baltico è il nome dato dai geologi a un lago di acqua dolce che gradualmente si formò nel bacino del mar Baltico quando la glaciazione arretrò da quella regione alla fine del Pleistocene. Il lago, datato a circa 12.600-10.300 BP, è più o meno contemporaneo ai tre periodi di Blytt-Sernander del Pleistocene. Il lago seguì un periodo di massiccia glaciazione nella regione, dopo la fine del mar Eemiano. Il mar Yoldia post-glaciale fece immediatamente seguito al lago ghiacciato baltico.

## Evidenza e fattori
Il termine lago viene usato per indicare una massa principalmente d'acqua dolce. Un mare è riempito con acqua salmastra o salata, mentre nella storia del mar Baltico la distinzione non è sempre chiara. La salinità è variata secondo la località, profondità e tempo.
I principali fattori sono l'avanzamento o la recessione del ghiacciaio scandinavo e l'affondamento del suolo a causa del peso del ghiaccio o l'innalzamento successivo, quando venne ad alleggerirsi da esso. Il ghiacciaio fornisce un flusso massivo di acqua dolce. L'acqua salata entra dal mare del Nord attraverso gli stretti, ma quando questi sono bloccati o quasi bloccati l'acqua dolce prevale e il lago viene così ad esistere. La stessa condizione accade quando le acque sono sostanzialmente più alte del livello del mare, sebbene gli stretti non siano bloccati. Il rilascio di acqua dolce dipende dal clima.
Molti metodi vengono utilizzati per determinare la qualità (temperatura, salinità, contenuto solido) dell'antica acqua marina. Il principale è un tipo di diatomea trovato nei sedimenti. Alcune specie richiedono acqua salata, mentre altre acqua dolce. Altri invertebrati servono ugualmente come marcatori tipici della specie. Inoltre, i periodi di massimo approvvigionamento dovuti alla fusione dell'acqua vengono marcati dal basso tasso di carbonio organico nei sedimenti. Un contenuto più alto di carbonio causa un più grande deposito di solfuro di ferro, il quale appare come una varva nera.

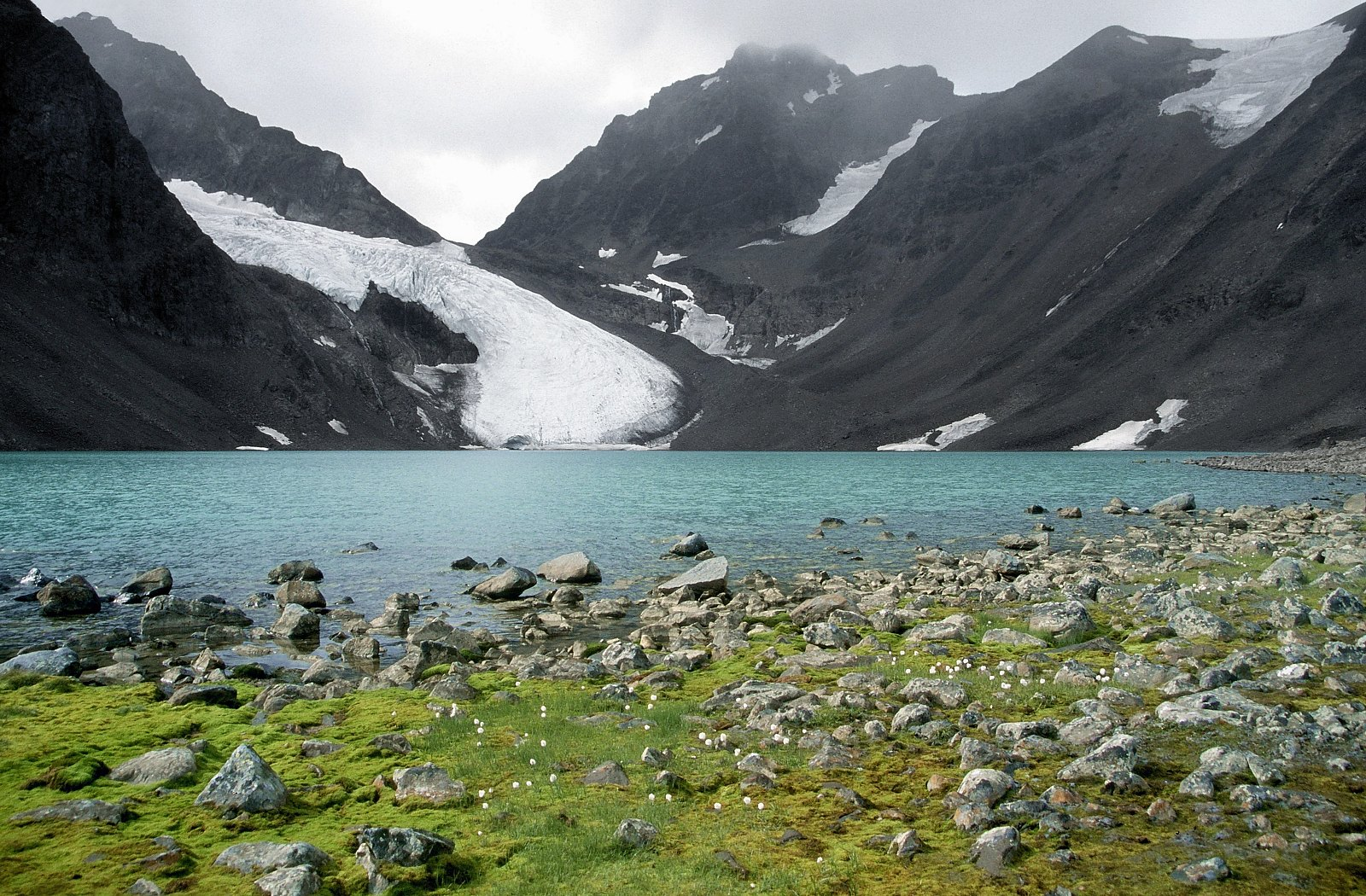
Isfallsglaciären, Lapponia svedese
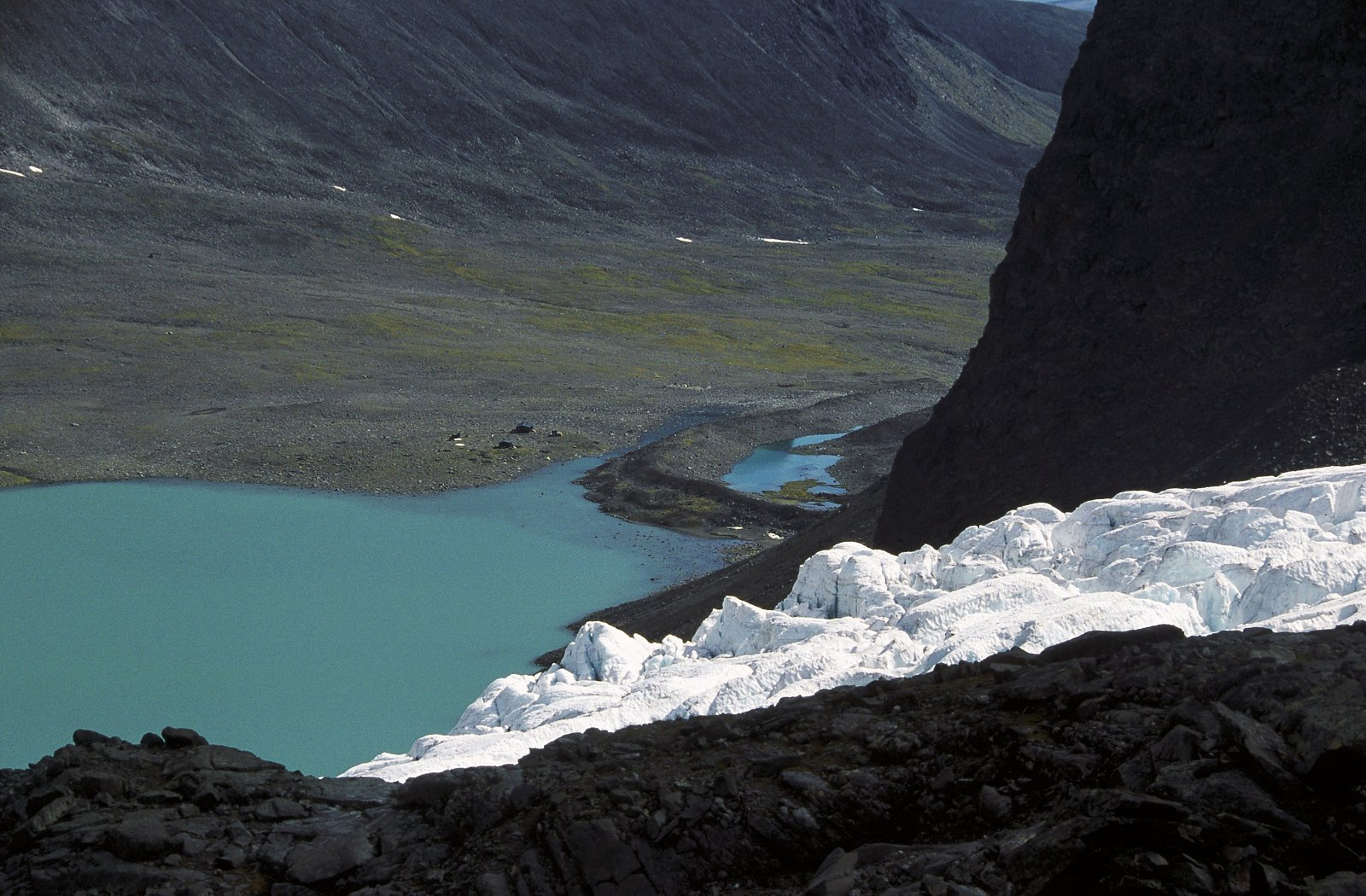
Kebnepakteglaciär, Lapponia svedese
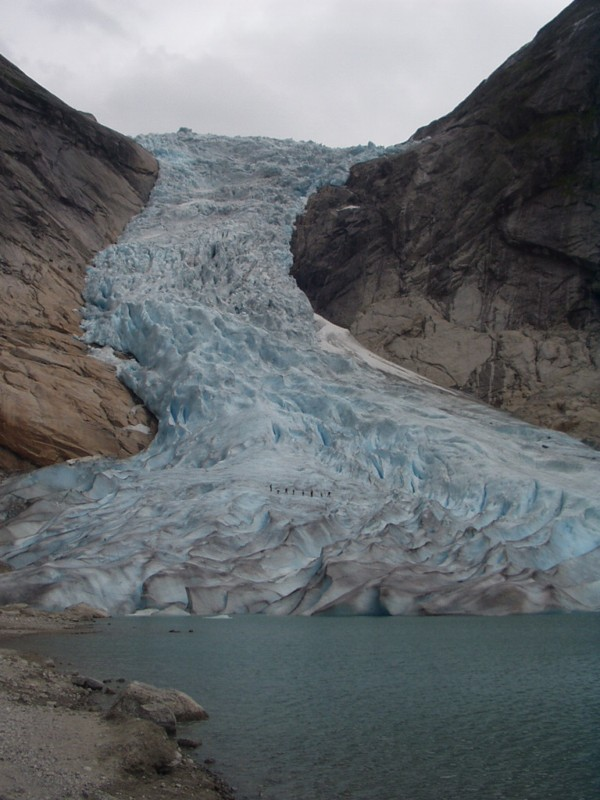
Briksdalsbreen, Norvegia
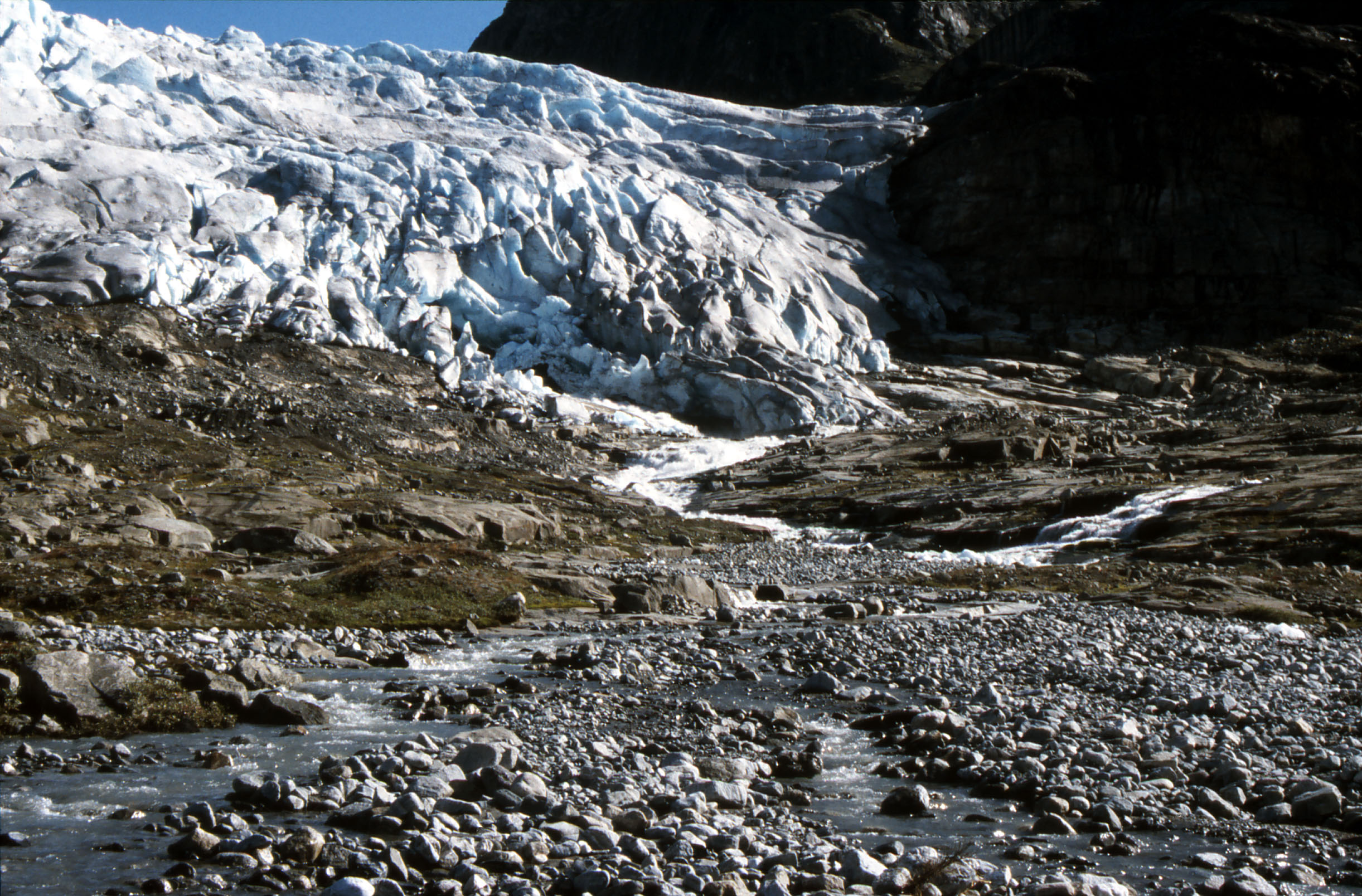
Rembesdalskåka, Norvegia

## Formazione

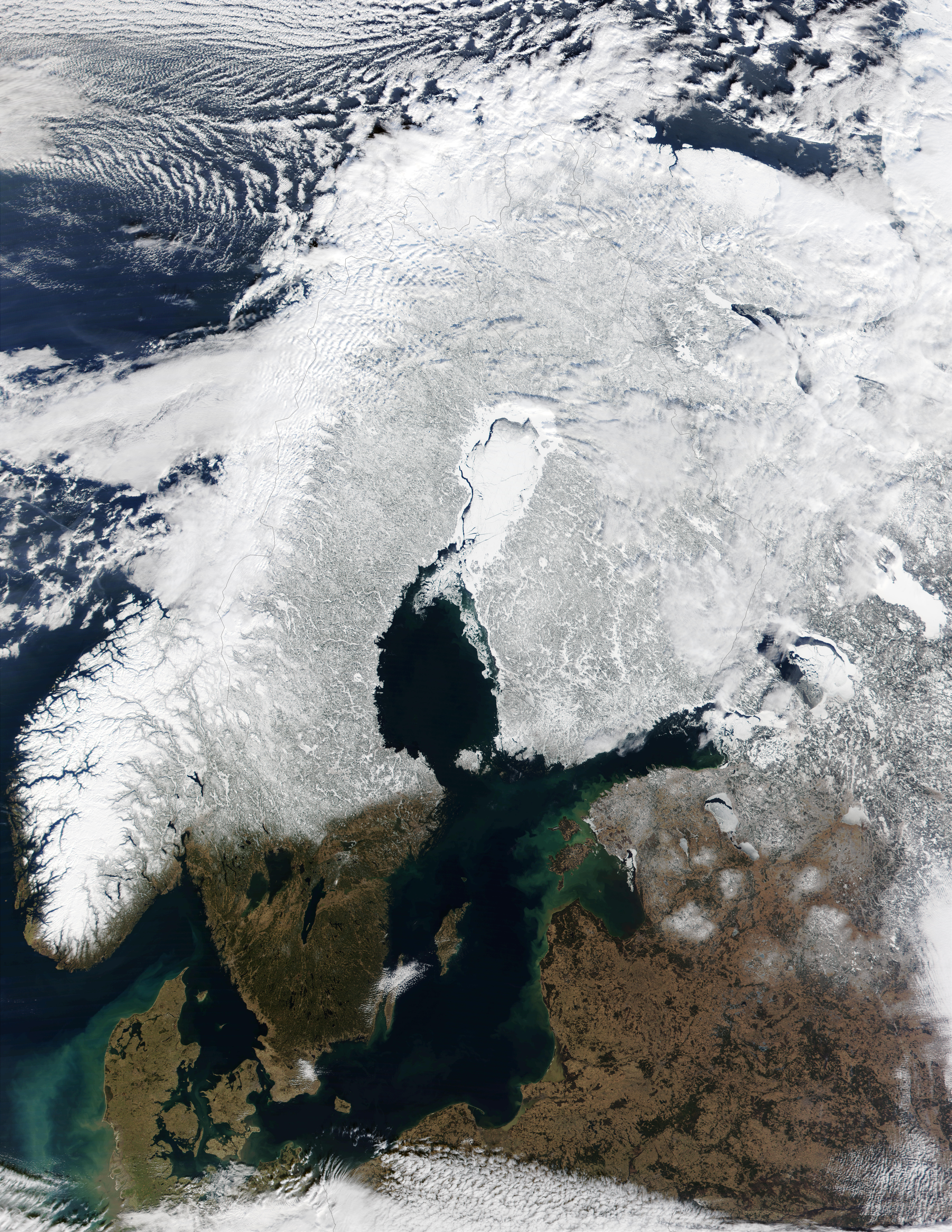
In questa fotografia invernale dell'attuale Scandinavia la linea della neve si approssima al bordo del ghiacciaio (10.000 BP ca.). Il lago trovò una via d'uscita attraverso la Svezia, precisamente a sud della linea, attraverso il lago Vänern, visibile nell'immagine.

Il margine dell'arretramento del ghiacciaio Weichseliano parte dal confine delle morene di Gardno nella Polonia settentrionale, circa 14.000 BP e raggiungono la riva meridionale del Mar Baltico nell'arco di tempo di 13.500/13.000 BP. Nei prossimi secoli, nella regione del Baltico meridionale, si formeranno i laghetti d'acqua dolce dalla fusione del ghiacciaio, man mano che esso arretrava verso nord. Questi si trovavano a circa 40 m sopra l'attuale livello del mare.
Nel 12.000 BP il confine del ghiacciaio si veniva a trovare sulla linea che attraversava la Svezia meridionale fino alla riva settentrionale delle regioni del Baltico. Una massa d'acqua collegata, il mar Ramsay, si estendeva dalle regioni delle isole danesi fino alle rive dell'Estonia. Il golfo di Botnia e quello di Finlandia erano ancora ghiacciati. Nell'Allerød, la terra innalzandosi nella regione danese creava il lago ghiacciato baltico. Esso sboccava attraverso un piccolo canale nello stretto di Øresund. Il lago era più alto del livello del mare (il quale era più basso di quello attuale) di alcune decine di metri. Il lago Ladoga era parte di esso.
L'emersione della terra, allora, chiuse il canale attraverso lo stretto di Øresund. Il lago s'innalzò, circa 11.200 BP, finché eruppe attraverso la Svezia centrale nella regione del monte Billingen. Circa 10.800 anni fa, il lago si venne ad abbassare di 55 metri. A quel tempo, durante il Dryas recente, il ghiacciaio, che era avanzato di nuovo sulla Svezia centrale, terminò, e il lago s'innalzò di circa 25 m, irrompendo di nuovo attraverso lo stretto di Øresund. A questo punto il golfo di Finlandia restava privo di ghiacci.
All'apice di questa fase d'acqua, la maggior parte della Finlandia si venne a trovare sommersa dall'acqua, incluso Helsinki, ad una profondità di 115 metri. Soltanto la Svezia meridionale rimase libera dal ghiaccio. Le isole danesi furono tutte collegate dall'altro lato dello stretto di Øresund. Circa 10.500 anni fa, il clima divenne più caldo, il ghiaccio arretrò più a nord del monte Billingen, e le acque irruppero nuovamente attraverso la Svezia centrale, fornendo una seconda via d'uscita. Il livello dell'acqua si abbassò di 25 m rispetto al livello del mare di allora.

## Sommario
Circa 14000 a.C. l'arretramento del ghiaccio lambiva le rive meridionali dell'attuale Baltico. L'acqua che si formava dalla fusione del ghiaccio andava a costituire sistemi estesi lacustri ancora visibili nella Russia settentrionale, Polonia e Germania. Circa 12.600 a.C. le zone oltre la Svezia meridionale (era un'isola allora), del lago ghiacciato del Baltico, erano abitabili. È ben noto che il termine Scandinavia significa 'l'isola di Scandza' o 'Scandia', la quale non può essere considerata secondo la mappa o geografia attuale, ed è generalmente stata assunta tramite un'involontaria esposizione errata fatta dagli antichi geografi. Tuttavia, l'antica Scandinavia era un'isola, ed era identica alla Svezia meridionale.
Molti siti in Estonia datati con il carbonio indicano che la presenza umana sulle rive del lago ghiacciato del Baltico inizia nel Periodo Boreale, nell'arco di tempo compreso tra 11.200 e 10.200 BP. Carbone, ossa animali e manufatti provenienti dai temporanei insediamenti mesolitici sono stati trovati a Pulli e nella regione del lago Ladoga. La loro dieta includeva il capriolo, cervo europeo, martora, lontra, lupo, orso e foca dagli anelli. Una foresta aperta di pini e betulle copriva la regione. È stato trovato polline di pino, betulla, alnus, rosaceae, Cyperaceae e Artemisia.
Intorno al 10.300 BP, il lago ghiacciato venne a scaricarsi attraverso i canali che si aprivano nella Svezia centrale (vicino al Monte Billingen) fino a raggiungere il livello oceanico, iniziando così la fase del Mar Yoldia (10.300-9500 BP).